# Assegno

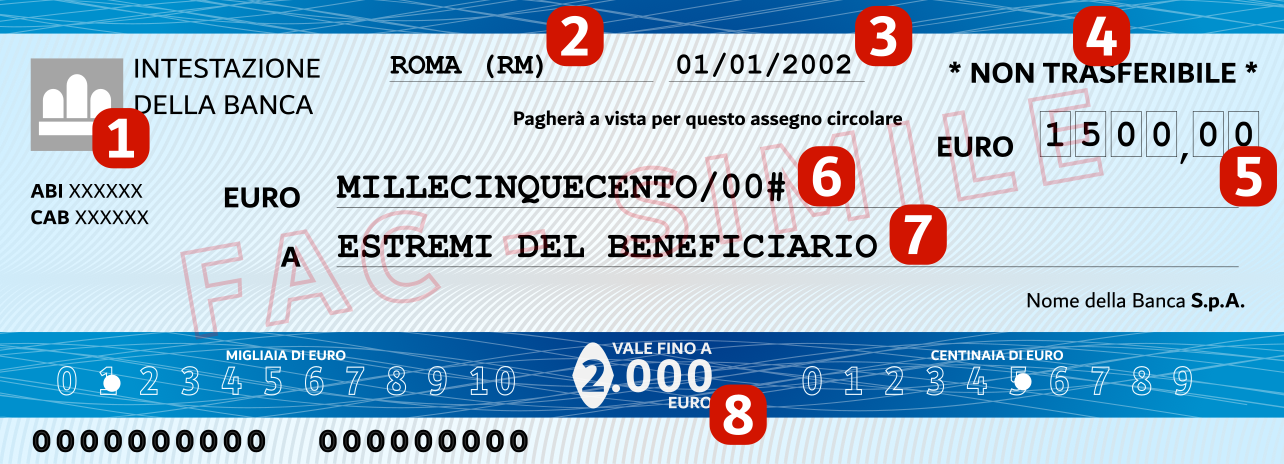
Esempio di assegno circolare.
Banca emittente
Luogo
Data
Clausola di non-trasferibilità Importo a numeri
Importo a lettere
Beneficiario
Valore massimo

L'assegno è un titolo di credito attraverso il quale un soggetto (traente) ordina alla banca (trattario) di pagare al portatore legittimo del titolo (beneficiario) una somma di denaro esattamente determinata nel titolo stesso.

## Storia
Si ritiene che gli antichi Romani utilizzassero una forma embrionale di assegno nel I secolo a.C., detta praescriptio.
I mercanti musulmani utilizzavano il ṣakk (donde la parola cheque usata nelle lingue europee) sin dai tempi di Hārūn al-Rashīd (IX secolo). Trasferire il denaro attraverso una lettera sakk era più sicuro che trasportare la moneta metallica: nel IX secolo un mercante in una città poteva incassare un saqq tratto sulla sua banca in un'altra città o paese.
L'uso degli assegni nell'Europa Occidentale, intesi come mandati di pagamento a un trattario in favore del beneficiario, risale almeno al Trecento, dal momento che è stata trovata una "polizza" pisana del 1374. 
Nel Quattrocento le polizze erano di ampio uso in Italia. Qualche volta si trattava di veri mandati di pagamento per cui il trattario doveva trasferire l'importo in moneta al beneficiario. Generalmente, però, le polizze erano mandati di giro: perciò il trattario, banchiere privato o banco pubblico (come il Banco di San Giorgio), si limitava ad effettuare un giroconto dal conto corrente del traente a quello del beneficiario, senza passaggio di moneta.
Benché lo strumento fosse nato per le operazioni fra grandi mercanti, già in quest'epoca l'assegno era socialmente diffuso: a Genova si hanno esempi di assegni emessi da ecclesiastici, piccoli commercianti ed artigiani, armatori, ed anche lavoranti e contadini dei dintorni.
Nelle Province Unite si svilupparono dal 1621 dei mandati di pagamento chiamati kassiersbriefje, in cui il trattario era un kassier professionale.
Il primo assegno in Inghilterra apparve nel 1670 come drawn note. Già nel 1775 i banchieri londinesi fondarono una clearing house per trattare gli assegni circolanti.
A metà Ottocento gli assegni si diffusero in tutta Europa e vennero emanate le prime leggi per regolamentarne la circolazione, come quella francese del 1865 e il Bills of Exchange Act britannico del 1882.
Nel 1931 è stata approvata la convenzione internazionale che disciplina in maniera uniforme la materia degli assegni.

## In Italia
In Italia diverse disposizioni di legge trattano dell'assegno bancario, ma la norma principale in materia è il regio decreto 21 dicembre 1933, n. 1736, che recepisce la Convenzione di Ginevra di due anni prima.

### Requisiti per l'emissione
Di là da quelle relative ai requisiti formali del titolo, vi sono due condizioni sostanziali che devono sussistere affinché un assegno bancario risulti validamente emesso:
- Il rapporto di provvista cioè la presenza di una sufficiente disponibilità (in termini di saldo attivo oppure di credito concesso dalla banca) del conto su cui l'assegno è tratto;
- La convenzione di assegno, ovvero l'autorizzazione da parte della banca di emettere assegni.

Fisicamente, gli assegni bancari sono moduli compilabili, raccolti in libretti distribuiti dagli stessi enti bancari, nei quali si trovano già espressi, oltre alla denominazione e indirizzo della banca trattaria:
- L'indicazione di 'assegno bancario';
- L'ordine incondizionato di pagare.

Compete poi a chi emette l'assegno (traente) apporvi:
- Data e luogo. Elementi importanti, in particolare, per il conteggio dei termini di presentazione (o di protesto) e conseguentemente, in caso di mancato pagamento, di quelli di efficacia dell'assegno come titolo esecutivo.
- Importo da pagare, indicato in cifre e in lettere.
- Nome del beneficiario.
- Firma del traente, che deve essere autografa.

La banca deve rifiutare di pagare un assegno non emesso nel rispetto delle condizioni sostanziali e dei requisiti formali. Altrimenti non potrebbe validamente addebitarlo sul conto del traente.
L'assegno bancario privo di data di emissione, benché nullo ex art. 2, comma 1, del r.d. n. 1736 del 1933, secondo la Giurisprudenza della Suprema Corte di Cassazione (Cass. civ. Sez. I Sent., 11/10/2016, n. 20449), vale come promessa di pagamento.
L'assegno incompleto, invece, non costituisce una valida promessa di pagamento, a causa delle incertezze in ordine ai tempi ed alle modalità di consegna che lo caratterizzano (Cass., 24325/2008).

#### Girata
Con il termine girata si intende un'operazione con cui il girante (colui che "cede" il titolo) ordina che il pagamento dell'assegno venga effettuato nei confronti del giratario. Riguarda l'assegno bancario all'ordine.
La girata, che può essere effettuata più volte, si concretizza apponendo una firma nell'apposito spazio sul retro dell'assegno, indicando il nome del giratario, ovvero la persona a cui si intende trasferire il diritto soggettivo di esigere la prestazione risultante dal titolo. Con l'apposizione di detta firma, il beneficiario si assume la responsabilità del buon esito del pagamento, innestando così la funzione di garanzia propria di tale negozio giuridico in base al quale il girante risponde nei confronti dei giratari successivi, diventando così obbligato di regresso (cioè: il girante si obbliga a pagare anche se il conto corrente dell'emittente risulta scoperto). Tale responsabilità può però essere eliminata con l'apposizione della clausola "senza garanzia", che elimina la responsabilità nei confronti dei successivi giratari, o ancora, se l'intenzione di eliminare tale responsabilità sia di un soggetto al quale il titolo è pervenuto già girato, egli dovrà apporre la clausola cosiddetta "non all'ordine", che evita la responsabilità del girante nei confronti dei giratari successivi ai sensi dell'art. 21 legge assegno (R.D. n. 1736/1933). Tale clausola, se apposta dall'emittente, avrà funzione diversa: escluderà la circolazione cartolare, sempre che le parti non decidano di far circolare l'assegno sul quale tale clausola è apposta, con le forme e gli effetti della cessione ordinaria (pagamento in contanti dell'assegno).
A partire dal 2007, i libretti di assegni in Italia sono emessi con la CLAUSOLA "non trasferibile", salvo diversa indicazione da parte del cliente, e in tal caso previo assolvimento dell'imposta di bollo.

#### Non trasferibile
La clausola "non trasferibile" impedisce la girata dell'assegno, e di fatto rende l'assegno un titolo nominativo, consentendone l'incasso al solo beneficiario. Si può apporre la clausola "non trasferibile" anche dopo una o più girate (penultimo comma dell'art. 43 della Legge sull'assegno) onde evitare ulteriormente la circolazione dell'assegno.
L'art. 49 del D. Lgs. 21 novembre 2007, n. 231 stabilisce che gli assegni bancari e postali emessi per importi pari o superiori a 1.000 euro debbano recare obbligatoriamente tale clausola, unitamente all'indicazione del beneficiario. Ciò al fine di prevenire il riciclaggio di denaro.
In precedenza, il correntista otteneva dalla banca un libretto di assegni che, salvo diversa indicazione, potevano essere girati a soggetti terzi. Su ogni assegno vi era un apposito spazio bianco, in modo da permettere di specificare la clausola della non trasferibilità, ossia che tale titolo di credito poteva essere presentato all'incasso solamente dal beneficiario.
Attualmente, al correntista viene consegnato un libretto di assegni personali e non trasferibili; i vecchi libretti devono essere richiesti esplicitamente e comportano una imposta di bollo di 1,5 euro per ciascun modulo di assegno, versata alla Banca e da questa allo Stato. L'introduzione di tale normativa costituisce un deterrente al riciclaggio di denaro sporco, poiché i continui passaggi da un conto corrente all'altro mediante girata rendevano difficile la tracciabilità del denaro di provenienza mafiosa o illegale.
Si ricorda che i suddetti limiti sono stati più volte modificati. La seguente tabella schematizza gli importi delle soglie in relazione agli ambiti temporali di riferimento, degli assegni "liberi" e dei libretti al portatore:
- Dal 9.5.1991 al 28.12.2007: 20.000.000 lire (o l'equivalente in euro, nel periodo di vigenza dell'euro)
- Dal 29.12.2007 al 24.06.2008: 5.000 euro
- Dal 25.06.2008 al 30.05.2010: 12.500 euro
- Dal 31.05.2010 al 12.08.2011: 5.000 euro
- Dal 13.08.2011 al 05.12.2011: 2.500 euro
- Dal 06.12.2011: 1.000 euro.

#### Sbarramento
Lo sbarramento, cioè l'apposizione di due sbarre sulla facciata anteriore dell'assegno, indica l'obbligo per la banca dell'emittente di pagare l'assegno solo a un'altra banca o a un proprio cliente. A tal proposito si deve fare attenzione se fra le due sbarre vi sia la semplice dicitura di "banchiere", poiché in tale caso l'assegno può essere pagato solo a un proprio cliente o a qualsiasi banca (ipotesi di "sbarramento generale"). Nel caso in cui fra le due sbarre vi sia stato invece apposto il nome di un banchiere, il soggetto legittimato al pagamento sarà infatti il banchiere indicato, ovvero, se quest'ultimo soggetto è il trattario, il pagamento verrà effettuato in favore di un suo cliente (ipotesi di "sbarramento speciale").
In altre parole a un beneficiario di un assegno sbarrato che non sia titolare di alcun conto corrente è preclusa ogni possibilità di incasso del titolo in forma liquida. A ogni modo, si ricorda che - quando l'assegno non è sbarrato - non è sempre possibile incassarlo recandosi presso la filiale di emissione.

##### Incasso di un assegno in forma liquida
L'art. 31 del R.D. che disciplina la materia degli assegni bancari recita testualmente: "L'assegno bancario è pagabile a vista". L'incasso di un assegno in forma liquida dovrà avvenire presso la filiale della banca dove risiede il C/C del traente, muniti di un documento di riconoscimento valido. Principalmente a causa della ampia circolazione di documenti falsi, la filiale potrebbe richiedere la presenza di un notaio che certifichi l'identità del beneficiario a spese dello stesso beneficiario. Rimane sempre la possibilità di versare il titolo di credito presso il proprio istituto bancario attraverso la girata per incasso.
È possibile che la banca richieda almeno 2 documenti per accertare l'identità della persona. Normalmente l'assegno presenta un termine di presentazione che corrisponde a 8 giorni nel caso di immissione nella stessa piazza della banca debitrice e di 15 giorni nel caso di diversa piazza. Superata tale scadenza l'assegno può ancora essere incassato, ma in caso di mancanza di fondi il portatore non può rifarsi sul titolare.

#### Spillatura o troncatura
Con la "spillatura" (altrimenti detta "troncatura") si indica che un assegno non è più valido, ossia che ha finito di circolare. Per rendere spillato un assegno basta tagliarne l'angolo superiore sinistro. Lo fa naturalmente la banca stessa al momento dell'incasso. Un tempo la troncatura consentiva anche di identificare agevolmente gli assegni che passavano dalla stanza di compensazione cosiddetta "prima presentazione", ancora integri, da quelli negoziati in prima presentazione con la procedura telematica (detta per questo anche "check truncation"), attualmente utilizzabile - salvo eccezioni - solo per gli assegni bancari di importo inferiore a 3.000,00 Euro (l'importo è stato innalzato a € 5.000,00 a decorrere dal 18 ottobre 2010) e per gli assegni circolari di qualsiasi importo, che in "seconda presentazione" erano, appunto, troncati, ovverosia tagliati nell'angolo superiore. Più recentemente nel sistema bancario è invalsa la prassi di troncare tutti gli assegni al momento della negoziazione allo sportello, senza distinguere tra quelli che potranno essere negoziati in "check" da quelli che invece, superando i limiti di importo della procedura telematica, dovranno essere necessariamente negoziati in stanza di compensazione. Tale scelta è stata dettata dalla volontà di privilegiare l'aspetto della sicurezza, impedendo che gli assegni, una volta lavorati allo sportello, non possano in nessun modo essere rinegoziati per l'incasso.

#### Gli assegni circolari
Gli assegni circolari sono predisposti dall'istituto bancario quando il denaro necessario al pagamento è già disponibile presso l'istituto stesso. Si tratta di un titolo di credito all'ordine emesso da un istituto di credito autorizzato dalla Banca d'Italia ed è esigibile a vista presso una qualunque sede, succursale o agenzia della banca emittente; come per l'assegno bancario, sarà necessario esibire un documento valido e, se richiesta, la presenza di un notaio.
Il diritto del beneficiario a riscuotere la somma indicata sull'assegno circolare è trasferibile mediante girata solo nel caso in cui l'assegno è emesso in forma libera ovvero dietro pagamento da parte del richiedente dell'imposta di bollo di 1,50 € per ciascun modulo o vaglia alla banca emittente e solo se di importo inferiore a € 1.000 (€ 2.500 con decorrenza 13 agosto 2011, l'importo limite di 5.000 € posto dalla normativa antiriciclaggio in materia di assegni, di libretti di deposito al portatore, di titoli al portatore e di utilizzo di denaro contante era già stato ridotto a 2.500 €).
Le nuove disposizioni sono state introdotte dall'art. 2 del D.L. 13 agosto 2011, n. 138, a modifica dell'art. 49 del D. Lgs. 21 novembre 2007, n. 231. Tutti gli assegni bancari, postali e circolari d'importo pari o superiore a 2500 € devono recare l'indicazione del nome o della ragione sociale del beneficiario e la clausola di non trasferibilità; il cliente tuttavia può richiedere per iscritto il rilascio in forma libera di assegni circolari e di moduli di assegni bancari, da utilizzarsi, in detta forma libera, esclusivamente per importi inferiori a 1000 € (vale a dire fino a 999,99 €) mentre il decreto legge n. 138 del 13 agosto 2011 fissava il limite di euro 2.499,99, eccettuate le ipotesi in cui le beneficiarie dei titoli siano banche o Poste Italiane S.p.A. Al fine di garantire i beneficiari di tali titoli, gli stessi indicano l'importo massimo per il quale possono essere emessi.

##### I soggetti
In esso troviamo due soggetti:
- la banca emittente;
- il beneficiario.

La banca emittente assume l'obbligo di pagare a vista l'assegno, che può essere presentato per la riscossione presso uno qualsiasi dei suoi sportelli. Inoltre possono emettere assegni circolari solo le banche che dispongono dell'autorizzazione, rilasciata dal comitato interministeriale per il credito e il risparmio (CICR).
Il beneficiario è il soggetto al favore del quale deve essere effettuato il pagamento. Per ottenere l'emissione del titolo un soggetto, denominato richiedente, deve farne domanda alla banca compilando un apposito modulo e versare in contanti la somma corrispondente o, se correntista, ordinare un addebitamento di pari importo sul proprio conto. Il rilascio dell'assegno circolare, quindi, non è subordinato all'esistenza di un rapporto tra banca e richiedente.

##### La copertura dell'assegno circolare
La copertura dell'assegno circolare viene costituita al momento stesso dell'emissione e, quindi, non può mai essere a vuoto. Questa caratteristica lo rende sicuro come se fosse denaro contante. Nella pratica commerciale, si ricorre frequentemente all'assegno circolare nei regolamenti a distanza e nei passaggi di proprietà di beni immobili. Nonostante gli assegni circolari siano "a copertura garantita" erano ancor meno facilmente incassabili in contanti da un non cliente di una banca, perché più frequentemente falsificati rispetto agli assegni ordinari, anche se oggi il problema è superato dalla modestia della somma incassabile in contanti (€ 2999,99).

##### I requisiti essenziali
L'assegno circolare deve contenere i seguenti requisiti essenziali:
- la denominazione di assegno circolare inserita nel titolo;
- la promessa incondizionata della banca emittente di pagare a vista una somma determinata;
- l'importo indicato sia in cifre sia in lettere;
- il nome del beneficiario;
- il luogo e la data di emissione;
- la firma dell'istituto emittente, nella persona di un suo funzionario.

##### Ulteriori elementi
Oltre a questi elementi, ogni assegno circolare presenta:
- Un numero attribuito dalla banca emittente;
- Una riga di cifre, stampata con inchiostro magnetico, la cui lettura, per mezzo di speciali lettori ottici, consente alla banca di velocizzare le operazioni di contabilizzazione e smistamento degli assegni;
- Un quadro di controllo in cui figurano cifre destinate ad essere perforate al momento dell'emissione per impedire alterazioni dell'importo del titolo.

##### Parti dell'assegno
L'assegno circolare è costituito da due parti:
- la matrice
- la figlia

La matrice è un talloncino che può essere conservato dal richiedente per ricordare gli estremi dell'operazione: contiene l'indicazione dell'importo, del beneficiario e il numero dell'assegno. La figlia è l'assegno circolare vero e proprio, con il quale la banca emittente promette di pagare a vista al beneficiario.

##### Termine di pagamento
L'assegno circolare, a differenza dell'assegno bancario, non può mai essere emesso al portatore; trattandosi di un titolo all'ordine, può essere trasferito solo con la girata. L'assegno circolare deve essere presentato per il pagamento presso qualunque sportello della banca emittente entro 30 giorni dalla data di emissione. La presentazione oltre tale termine non comporta il mancato pagamento del titolo, ma una diminuzione degli strumenti di tutela nei confronti del beneficiario.

##### L'imposta di bollo
L'emissione di un assegno circolare costituisce un servizio che la banca offre a chi ne fa richiesta senza prendere compensi per i costi amministrativi e gli oneri fiscali che l'operazione comporta. L'emissione di assegni circolari consente alle banche di conseguire vantaggi:
- dispongono dei fondi versati dal richiedente per il periodo che intercorre tra la data di emissione e quella di pagamento del titolo, senza dover corrispondere interessi;
- hanno la possibilità di ampliare la propria clientela, grazie agli effetti promozionali derivanti dall'offerta di questo specifico servizio.

#### Illeciti amministrativi
Il decreto legislativo 30 dicembre 1999, n. 507 ha disposto la depenalizzazione di condotte in materia d'assegno antecedentemente prevedute dalla legge come reato.
I soggetti che staccano assegni scoperti e che non provvedono a coprirli entro i termini di legge possono essere protestati qualora il titolo sia stato presentato per tempo all'incasso. I nominativi sono inoltre iscritti nella centrale d'allarme interbancaria (CAI) se entro sessanta giorni non provvedono a pagare l'assegno comprensivo della penale (10% dell'importo facciale) + interessi oneri e accessori. L'iscrizione alla CAI comporta la revoca dell'autorizzazione ad emettere assegni per un periodo di 6 mesi.
In particolare si fa riferimento all'emissione d'assegno senza autorizzazione ed all'emissione d'assegno senza provvista (il cosiddetto scoperto).
L'art. 28 del predetto decreto legislativo ha sostituito l'art. 1 della legge 15 dicembre 1990 n. 386 che attualmente recita così:
- Chiunque emetta un assegno bancario o postale senza l'autorizzazione del trattario è punito con la sanzione amministrativa del pagamento di una somma da euro 1.032 (lire due milioni) ad euro 6.197 (lire dodici milioni).
- Se l'importo dell'assegno è superiore a euro 10.329,14 (lire venti milioni) o nel caso di reiterazione delle violazioni, si applica la sanzione amministrativa pecuniaria da euro 2.065 (lire quattro milioni) ad euro 12.394 (lire ventiquattromilioni).
- Nei casi previsti dai commi 1 e 2 non è ammesso il pagamento in misura ridotta ai sensi dell'art. 16 della legge 24 novembre 1981 n. 689.

In relazione all'emissione di assegno senza provvista l'art. 29 del decreto legislativo n. 507/1999 ha modificato il testo dell'art. 2 della legge n. 386/1990 che attualmente così recita:
- Fuori dei casi previsti all'art.1, chiunque emette un assegno bancario o postale che, presentato in tempo utile, non venga pagato in tutto o in parte per difetto di provvista è punito con la sanzione amministrativa pecuniaria da euro 516 (lire un milione) ad euro 3.096 (lire sei milioni).
- Se l'importo dell'assegno è superiore ad euro 10.329 (lire ventimilioni), o nel caso di reiterazione delle violazioni, si applica la sanzione amministrativa pecuniaria da euro 1.032 (lire duemilioni) ad euro 6.192 (lire dodici milioni).
- Nei casi previsti dai commi 1 e 2 non è ammesso il pagamento in misura ridotta ai sensi dell'art. 16 della legge 24 novembre 1981 n. 689.